# 阿尔贝特·萨里托夫
阿尔贝特·拉马扎诺维奇·萨里托夫（俄语：Альберт Рамазанович Саритов，1985年7月8日—），罗马尼亚男子摔跤运动员。他曾代表罗马尼亚参加2016年和2020年夏季奥林匹克运动会摔跤比赛，其中2016年奥运会获得一枚铜牌。